# Faxe Kommune
Faxe Kommune ist seit der dänischen Verwaltungsreform zum 1. Januar 2007 eine Kommune in der Region Sjælland in Dänemark. Sie ist 404,90 km² groß und entstand durch den Zusammenschluss der Kommunen Fakse und Rønnede im Storstrøms Amt sowie Haslev im Vestsjællands Amt. Die Verwaltung befindet sich im Rathaus von Haslev.
Faxe Kommune besitzt eine Gesamtbevölkerung von 37.344 Einwohnern (Stand 1. Januar 2023).

## Kirchspielsgemeinden und Ortschaften in der Kommune
Auf dem Gemeindegebiet liegen die folgenden Kirchspielsgemeinden (dän.: Sogn) und Ortschaften mit über 200 Einwohnern (byer nach Definition der dänischen Statistikbehörde); Einwohnerzahl am 1. Januar 2023, bei einer eingetragenen Einwohnerzahl von Null hatte der Ort in der Vergangenheit mehr als 200 Einwohner:
| Nr. | Kirchspiel        | Einwohner            | Ortschaft           | Einwohner |
| --- | ----------------- | -------------------- | ------------------- | --------- |
| 12  | Alslev Sogn       | 249                  |                     |           |
| 09  | Bråby Sogn        | 357                  |                     |           |
| 17  | Faxe Sogn         | 4.933                | Faxe                | 4.189     |
| 06  | Freerslev Sogn    | 251                  |                     |           |
| 05  | Haslev Sogn       | 12.496               | Haslev              | 12.280    |
| 18  | Hylleholt Sogn    | 3.190                | Faxe Ladeplads      | 2.487     |
| 0-  | Hårlev Sogn       | 1. Januar 2008: 0093 |                     |           |
| 08  | Karise Sogn       | 2.827                | Karise              | 2375      |
| 16  | Kongsted Sogn     | 3.177                | Rønnede             | 2.784     |
| 20  | Roholte Sogn      | 797                  |                     |           |
| 14  | Smerup Sogn       | 387                  |                     |           |
| 13  | Spjellerup Sogn   | 366                  | Store Spjellerup    | 230       |
| 0-  | Sædder Sogn       | 1. Januar 2008: 0064 |                     |           |
| 07  | Sønder Dalby Sogn | 3.084                | Dalby               | 2.380     |
| 04  | Teestrup Sogn     | 942                  | Skuderløse Teestrup | < 200 241 |
| 02  | Terslev Sogn      | 1.764                | Terslev             | 946       |
| 03  | Tureby Sogn       | 198                  |                     |           |
| 10  | Ulse Sogn         | 450                  |                     |           |
| 19  | Vemmetofte Sogn   | 116                  |                     |           |
| 15  | Vester Egede Sogn | 698                  |                     |           |
| 01  | Øde Førslev Sogn  | 722                  | Førslev             | 339       |
| 11  | Øster Egede Sogn  | 138                  |                     |           |

1. 1 2  Das Kirchspiel Hårlev Sogn liegt zum großen Teil auf dem Gebiet der Stevns Kommune, Sædder Sogn auf dem Gebiet der Køge Kommune. Die angegebenen Einwohnerzahlen beziehen sich auf das Jahr 2008, das letzte Jahr, in dem Danmarks Statistik die Einwohnerzahlen für jede Kommune separat ausgewiesen hat.
2. ↑  Die Einwohnerzahl von Skuderløse lag 2013 erstmals unter 200.

## Geographie
Zum Jahresanfang 2007 wurde veröffentlicht, dass Kobanke mit 122,9 m über NN in der Nähe von Rønnede die höchste natürliche Erhebung von Sjælland ist. Die davor höchste natürliche Erhebung Gyldenløves Høj ist mit 121,3 m über NN nur knapp darunter.